# Provinzwahlen in Mosambik 2009
Die Provinzwahlen 2009 fanden im südostafrikanischen Mosambik am 28. Oktober 2009 gleichzeitig mit der Präsidentschaftswahl und den Parlamentswahlen statt. Es waren die ersten Wahlen zu den Vertretungen der Provinzen Mosambiks überhaupt. Die gesetzlichen Voraussetzungen dazu waren erst 2004 geschaffen worden. Vier politische Parteien (FRELIMO, RENAMO, Movimento Democrático de Moçambique und eine kleinere Partei) wurden von der Wahlkommission CNE zugelassen. Die Ergebnisse dieser Wahlen waren allerdings nur begrenzt aussagefähig, da in 64 (andere Quellen:67) von 141 Stimmbezirken nur eine Partei wählbar war.

## Demokratische Standards
Hauptursache für die undemokratische Beschränkung der Wahlmöglichkeiten bei den Provinzwahlen war ein komplexes und unklares Geflecht von Vorschriften für die Zulassung von Parteien für diese erstmals abgehaltenen Wahlen, das fünf Monate vor den und nur zwei Wochen vor Beginn des Registrierungsverfahrens noch einmal durch wenig klaren Regelungen ergänzt wurde.
Verschärft wurde das Problem allerdings auch dadurch, dass die Hauptoppositionspartei RENAMO sich auf den Wahlkampf ihres Vorsitzenden für die Präsidentschaftswahl konzentrierte und die Registrierung für die Provinzwahlen in den einzelnen Stimmbezirken vernachlässigte. Über das gesamte Land verteilt wurden RENAMO-Kandidaturen daher von der Wahlkommission nicht zugelassen. Allerdings unternahm RENAMO auch keinen Versuch, rechtliche Möglichkeiten dagegen auszuschöpfen. Ein anschließender Boykottversuch in Form einer Anweisung von RENAMO-Chef Afonso Dhlakama an die Abgeordneten seiner Parte, ihre Plätze in den Provinzparlamenten nicht einzunehmen, scheiterte nach und nach an den Abgeordneten, die auf ihre Mandate nicht verzichten wollten.

## Leere Wahlzettel in der Provinz Sofala
Hinzu kam, dass die Parteiorganisation insbesondere in der Provinz Sofala, einer ehemaligen RENAMO-Hochburg, unter dem Aderlass durch die neu gegründete Partei Movimento Democrático de Moçambique (MDM) litt, die sich Anfang 2009 überwiegend aus ehemaligen RENAMO-Anhängern und -Funktionären gebildet hatte. In dieser Provinz war RENAMO nur in zwei von 13 Stimmbezirken wählbar. Im Ergebnis fand sich eine ungewöhnlich hohe Zahl leerer Stimmzettel bei den Provinzwahlen in Sofala. Offenkundig waren diese von Leuten abgegeben worden, die aufgrund ihrer beruflichen Stellung einem starken Druck ausgesetzt waren, wählen zu gehen, ihr Wahlrecht unter diesen Umständen aber nicht ausüben wollten. Im Stimmbezirk Caia etwa, in dem der RENAMO-Chef Dhlakama die Stimmenmehrheit bei der Präsidentschaftswahl gewonnen hatte, RENAMO aber zu den Provinzwahlen nicht zugelassen war, gaben gut 22 Prozent der Wähler leere Zettel ab und 15 Prozent machten ihren Stimmzettel ungültig.

## Offizielle Ergebnisse
Unter den oben genannten Bedingungen sagen die folgenden Ergebnisse mehr über die Bedingungen der Wahlen, als über den Wählerwillen aus:
FRELIMO gewann unter diesen Bedingungen in 137 von 141 Stimmbezirken, davon in 67 mit 100 % der Stimmen, da keine andere Partei die Zulassung erhalten hatte. Von den 74 Stimmbezirken, in denen eine Alternative zu FRELIMO auf dem Wahlzettel stand, gewann Frelimo in 12 Stimmbezirken über 90 % der Stimmen, in 17 Stimmbezirken zwischen 70 und 80 %, in 13 zwischen 60 und 70 % und in 10 Stimmbezirken 50 % bis 60 %. In vier Stimmbezirken gewann eine Oppositionspartei:
Renamo in Alto Molocue, Milange und Morrumbala in der Provinz Zambezia, die MDM in der Stad Beira, in der Daviz Simango, der Parteichef und Gründer der MDM, Bürgermeister ist. FRELIMO verfügt daher in allen Provinzvertretungen über eine absolute Mehrheit:
| Sitze in den Provinzvertretungen Mosambiks 2009 | Sitze in den Provinzvertretungen Mosambiks 2009 | Sitze in den Provinzvertretungen Mosambiks 2009 | Sitze in den Provinzvertretungen Mosambiks 2009 |
| ----------------------------------------------- | ----------------------------------------------- | ----------------------------------------------- | ----------------------------------------------- |
| Name                                            | FRELIMO                                         | RENAMO                                          | MDM                                             |
| Cabo Delgado                                    | 73                                              | 8                                               | -                                               |
| Gaza (Provinz)                                  | alle                                            | -                                               | -                                               |
| Inhambane                                       | alle                                            | -                                               | -                                               |
| Manica                                          | 61                                              | 19                                              | -                                               |
| Maputo-Stadt                                    | ?                                               | ?                                               | ?                                               |
| Maputo                                          | 75                                              | 5                                               | -                                               |
| Nampula                                         | 78                                              | 11                                              | 2                                               |
| Niassa                                          | 66                                              | 2                                               | 2                                               |
| Sofala                                          | 59                                              | 1                                               | 20                                              |
| Tete                                            | 75                                              | 5                                               | -                                               |
| Zambezia                                        | 57                                              | 31                                              | -                                               |
| Quelle:                                         | allafrica.com                                   |                                                 |                                                 |